# Nekrolog 1917
Nekrolog
◄◄
| ◄
| 1913
| 1914
| 1915
| 1916
| 1917 | 1918 | 1919 | 1920 | 1921 | ► | ►►
1. Quartal |
2. Quartal |
3. Quartal |
4. Quartal 
Weitere Ereignisse | Allgemeiner Nekrolog 1917
Die Beschreibung der verstorbenen Person sollte so kurz wie möglich gehalten sein und nur deren signifikante Tätigkeit(en) enthalten.
Neue Namen ggf. auch unter dem Geburts- und Sterbedatum, also etwa unter 1. Januar und im Geburts- und Sterbejahr (2024) eintragen (nur bei entsprechender großer Wichtigkeit). Für Beispiele siehe die schon vorhandenen Artikel.
Außerdem über die fünf zuletzt Verstorbenen, zu denen es einen ausreichend guten Artikel für eine Präsentation auf der Hauptseite gibt, nach der todesbedingten Überarbeitung der Artikel ggf. auch unter Wikipedia Diskussion:Hauptseite informieren und sie am besten auch in den anderen Wikipedia-Sprachversionen eintragen. Tipp: Regelmäßig bei news.google.de nach „ist tot“, „gestorben“ oder „verstorben“ suchen.
Wenn eine Person gestorben ist, gibt es viele Seiten zu dieser Person in der Wikipedia, die davon auch betroffen sind und entsprechend aktualisiert werden müssen. Beispiele: Namenübersichtsseite, Geburtsjahr, Geburtsort-Seiten und viele mehr.
Wie finde ich die betroffenen Seiten?
Im Suchfeld auf der linken Seite gibt man den Suchbegriff so ein: „Vorname Nachname“. Dann klickt man auf Volltext und alle Seiten mit entsprechendem Suchtext werden aufgerufen. Hier sieht man dann schnell, wo auch das Todesjahr Sinn macht oder sogar ein Teil des Artikels angepasst werden muss. Auch hilft das „Werkzeug“ auf der linken Seite sehr gut, um solche Seiten aufzufinden: „Links auf diese Seite“. Somit ist die Wikipedia wieder aktuell in allen Bereichen! Hinweis: bei Eintragung der Kategorie „Gestorben JAHR“ wird der Missbrauchsfilter 49 ausgelöst, was jedoch nicht schlimm ist. Siehe: Spezial:Missbrauchsfilter/49
Dies ist eine Liste von im Jahr 1917 verstorbenen bekannten Persönlichkeiten. Die Einträge erfolgen innerhalb der einzelnen Daten alphabetisch sortiert. Tiere sind im Nekrolog für Tiere zu finden.
Die Liste ist nach Quartalen aufgeteilt:
- Nekrolog 1. Quartal 1917: Januar, Februar und März
- Nekrolog 2. Quartal 1917: April, Mai und Juni
- Nekrolog 3. Quartal 1917: Juli, August und September
- Nekrolog 4. Quartal 1917: Oktober, November und Dezember

## Datum unbekannt
| Tag | Name                                   | Beruf, bekannt als                                                              | Alter | Beleg |
| --- | -------------------------------------- | ------------------------------------------------------------------------------- | ----- | ----- |
|     | Anna Maria Ablamowicz                  | englische Sopranistin und Gesangspädagogin                                      |       |       |
|     | Reinold Aßmann                         | deutscher Richter, MdR                                                          |       |       |
|     | Ludwig Auspitz                         | deutscher Theaterschauspieler und Opernsänger (Bariton)                         |       |       |
|     | Richard Balder                         | deutscher Theaterschauspieler, -regisseur und Intendant                         |       |       |
|     | Jean Bêché                             | deutscher Maschinenbauingenieur, Erfinder und Fabrikant                         |       |       |
|     | Ida Becker                             | deutsche Theaterschauspielerin                                                  |       |       |
|     | Léon Benett                            | französischer Maler und Illustrator                                             |       |       |
|     | René Bian                              | deutscher Hüttendirektor und Landtagsabgeordneter                               |       |       |
|     | Karl Wilhelm Bührer                    | Schweizer Autor und Unternehmer                                                 |       |       |
|     | Wladimir Dawidowitsch Burljuk          | russisch-ukrainischer Künstler                                                  |       |       |
|     | Pierre Cabanel                         | französischer Maler                                                             |       |       |
|     | Gustave Chevallier                     | französischer römisch-katholischer Geistlicher, Theologe und Kirchenhistoriker  |       |       |
|     | Ludwig Cramer                          | Kolonialist in Deutsch-Südwestafrika                                            |       |       |
|     | Josep Domènech i Estapà                | spanischer Architekt des katalanischen Modernismus                              |       |       |
|     | Franziska Dosenbach                    | Schweizer Unternehmerin                                                         |       |       |
|     | Frederick Robert Vere Douglas-Hamilton | schottischer Ingenieur                                                          |       |       |
|     | Abraham Drabkin                        | russischer Rabbiner                                                             |       |       |
|     | René Dufaure de Montmirail             | französischer Sportler und Funktionär                                           |       |       |
|     | Joaquín Eguía Lis                      | mexikanischer Jurist und Rektor der Universidad Nacional de México              |       |       |
|     | Ida Iwanowna Eichenwald                | preußisch-russische Harfenistin und Hochschullehrerin                           |       |       |
|     | Karl Emmerich-Eiben                    | deutscher theosophischer Autor                                                  |       |       |
|     | Eusebi Estada                          | mallorquinischer Bauingenieur, Architekt                                        |       |       |
|     | Harro Feddersen                        | deutscher Kaufmann, erster Fahrradhändler in Deutschland                        |       |       |
|     | François Fournier                      | Briefmarkenfälscher                                                             |       |       |
|     | Gabriel Gailler                        | deutscher Bauchredner und Marionettenspieler                                    |       |       |
|     | Edward Miner Gallaudet                 | Gründer der „Columbia Institution for the Deaf and Dumb and the Blind“          |       |       |
|     | Leopold Gerlach                        | deutscher Pädagoge und Kulturwissenschaftler                                    |       |       |
|     | Marie Goldschmidt                      | französische Ballonfahrerin                                                     |       |       |
|     | Carl Großheim                          | Generalarzt der Preußischen Armee                                               |       |       |
|     | Thomas Haller                          | Uhrenfabrikant                                                                  |       |       |
|     | William Hennessy                       | britischer Landschaftsmaler                                                     |       |       |
|     | Ferdinand von Itzenplitz               | deutscher Verwaltungsbeamter sowie Regierungspräsident in Koblenz               |       |       |
|     | Lew Nikolajewitsch Kekuschew           | russischer Architekt und Hochschullehrer                                        |       |       |
|     | Alexis Kolb                            | Schriftsteller und Erzähler                                                     |       |       |
|     | Nikolai Iwanowitsch Kulbin             | russischer Künstler                                                             |       |       |
|     | Fermín Lasala y Collado                | spanischer Diplomat, Botschafter Spaniens im Vereinigten Königreich (1902–1905) |       |       |
|     | Liang Chen                             | chinesischer Diplomat                                                           |       |       |
|     | Alexander Lochmatter                   | Schweizer Hotelier, Bergsteiger und Bergführer                                  |       |       |
|     | Wilhelm Lüders                         | deutscher Jurist                                                                |       |       |
|     | Carl Frans Lundström                   | schwedischer Händler in der Zündholzindustrie                                   |       |       |
|     | Alexander Francis Lydon                | britischer Kupferstecher                                                        |       |       |
|     | Richard Maß                            | deutscher Richter und Parlamentarier                                            |       |       |
|     | August Melcher Myrberg                 | schwedischer Komponist                                                          |       |       |
|     | William Nichols                        | US-amerikanischer Politiker, Gouverneur des Arizona-Territoriums                |       |       |
|     | Frank Odberg                           | belgischer Ruderer                                                              |       |       |
|     | James Paton                            | britischer Seemann und Expeditionsteilnehmer                                    |       |       |
|     | Ernst Pfeiffer                         | deutscher Mathematiker                                                          |       |       |
|     | Samuel Tolver Preston                  | englischer Wissenschaftler                                                      |       |       |
|     | Alois Reinitzer                        | österreich-ungarischer Bildhauer                                                |       |       |
|     | Maria Firmina dos Reis                 | brasilianische Dichterin und Journalistin                                       |       |       |
|     | Max Rohr                               | deutscher Opernsänger (Tenor) und Theaterschauspieler                           |       |       |
|     | Herman Rottger                         | US-amerikanischer Schauspieler                                                  |       |       |
|     | Frank Rousse                           | englischer Maler                                                                |       |       |
|     | Sakurama Banma                         | japanischer Nō-Schauspieler                                                     |       |       |
|     | Sardar Asad                            | bachtiyārīscher Stammesführer                                                   |       |       |
|     | Georg Schmitz                          | deutscher Landschaftsmaler und Marinemaler der Düsseldorfer Schule              |       |       |
|     | Theodor Schrader                       | deutscher Jurist und Historiker                                                 |       |       |
|     | Anatoli Alexandrowitsch Semjonow       | russischer Baumeister, Bauingenieur und Architekt                               |       |       |
|     | John Shaw                              | 29. Bürgermeister von Toronto                                                   |       |       |
|     | Richard Stein                          | deutscher Bergbeamter                                                           |       |       |
|     | Robert Stein                           | deutsch-amerikanischer Übersetzer, Autor und Polarforscher                      |       |       |
|     | Anton von Taczanowski                  | Mitglied des Preußischen Herrenhauses                                           |       |       |
|     | Joseph Davilmar Théodore               | Präsident von Haiti                                                             |       |       |
|     | Stanisław Tondos                       | polnischer Maler                                                                |       |       |
|     | Two Moons                              | Häuptling der Cheyenne und einer der militärischen Führer                       |       |       |
|     | Georg Tyrahn                           | deutscher Porträt- und Genremaler                                               |       |       |
|     | Plato von Ustinow                      | russischer Gutsherr, deutscher Hotelier, Vater von Jona von Ustinow             |       |       |
|     | Max Vetter                             | deutscher Ruderer                                                               |       |       |
|     | Richard Weil                           | deutscher Apotheker und Unternehmer                                             |       |       |
|     | Hermann Wielers                        | deutscher Architekt                                                             |       |       |
|     | Richard Wilhelm                        | deutscher Geher                                                                 |       |       |
|     | Jewhen Wscheschtsch                    | ukrainischer Landschaftsmaler und Grafiker                                      |       |       |
|     | Ye Changchi                            | chinesischer Historiker, Bibliophiler und Beamter                               |       |       |
|     | Henry Zeno                             | US-amerikanischer Jazz-Schlagzeuger                                             |       |       |
|     | Aron Hersch Żupnik                     | jüdischer Schriftsteller und Verleger                                           |       |       |